# Särvsjöarna (Storsjö socken, Härjedalen, 696250-135152)
Särvsjöarna är en sjö i Bergs kommun i Härjedalen och ingår i Ljusnans huvudavrinningsområde.